# Anna Sipos
Pour les articles homonymes, voir Sipos.
Anna Sipos (née le 3 avril 1908 en Hongrie et morte le 1er janvier 1988) est une pongiste hongroise. Classée 2e meilleure joueuse féminine de son époque, elle a remporté 21 médailles aux Championnats du monde de tennis de table, dont 11 médailles d'or. Elle est également connue pour avoir popularisé la prise porte-plume.

## Carrière sportive
Anna Sipos a gagné la plupart de ses titres dans les années 1930.  Son partenaire en double mixte était l'illustre Victor Barna. Sipos a été la première femme à utiliser la prise porte plume. Néanmoins, après avoir changé sa prise, elle a réussi à vaincre son ancienne adversaire et partenaire de double, Mária Mednyánszky, en 1932 et 1933. 

## Récompenses
- Élue au Temple de la renommée du tennis de table en 1993.
- Intronisée dans l’International Jewish Sports Hall of Fame en 1996.